# Jänsmässholmen
Jänsmässholmen är en by i Offerdals socken, Krokoms kommun, Jämtlands län. 

## Historia
Orten har anor långt tillbaka i tiden som samiskt sommarviste men blev föremål för fast bosättning först på 1860-talet, då samer slog sig ned och började bruka jorden. 
Ortnamnet kommer av det jämtska ordet för midsommar, Jänsmäss (Johannes mässa). På 1880-talet började högmässor att hållas inom den dåvarande lappförsamlingen och 1890 började ett gudstjänsthus att uppföras, vilket dock aldrig blev färdigställt. År 1931 invigdes Jänsmässholmens kapell. 
Under åren 1928–30 upprustades många hus genom Lappväsendets försorg och många samefamiljer kom att bosätta sig i Jänsmässholmen. År 1944 invigdes nomadskolan, där barn från flera samebyar inackorderades under terminerna. Den allmänna vägen från Finnsäter blev klar 1954. 

## Natur och kultur
Byn ligger mitt i Offerdals fjällvärld, nära Oldflån-Ansättens naturreservat. Oldflån är ett 20 km² stort myrområde på en bergskupol, vilket gör att myren sluttar åt alla håll. Ett annat myrområde är Flån med en mängd små skogbevuxna åsar. Flån är en av Jämtlands rikaste och viktigaste fågellokaler. Nära Jänsmässholmen ligger bland annat fjällen Ansätten och Önrun.
Jänsmässholmen präglas av den sydsamiska kulturen. Byn ligger inom renbetesland och de renägande samerna i byn är medlemmar i Offerdals sameby. I dag har byn endast ett fåtal invånare.

## Näringsliv
Byns näringsliv präglas av rennäring och turism. Den tidigare nomadskolan är numera ombyggd till hotell, Jänsmässholmen Fjällhotell. Runt byn finns ett omfattande nät av skidspår och skoterleder. 

## Galleri

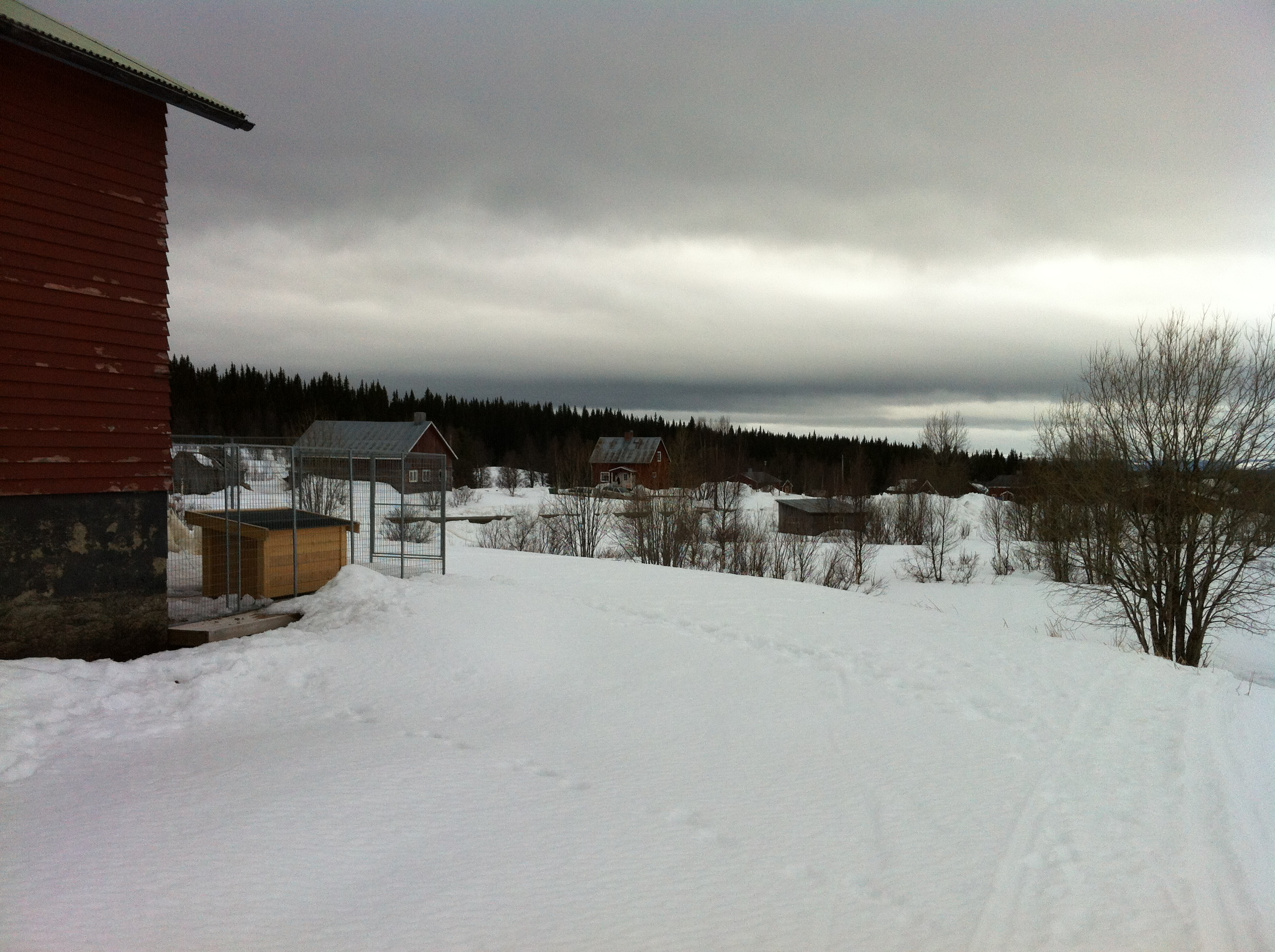
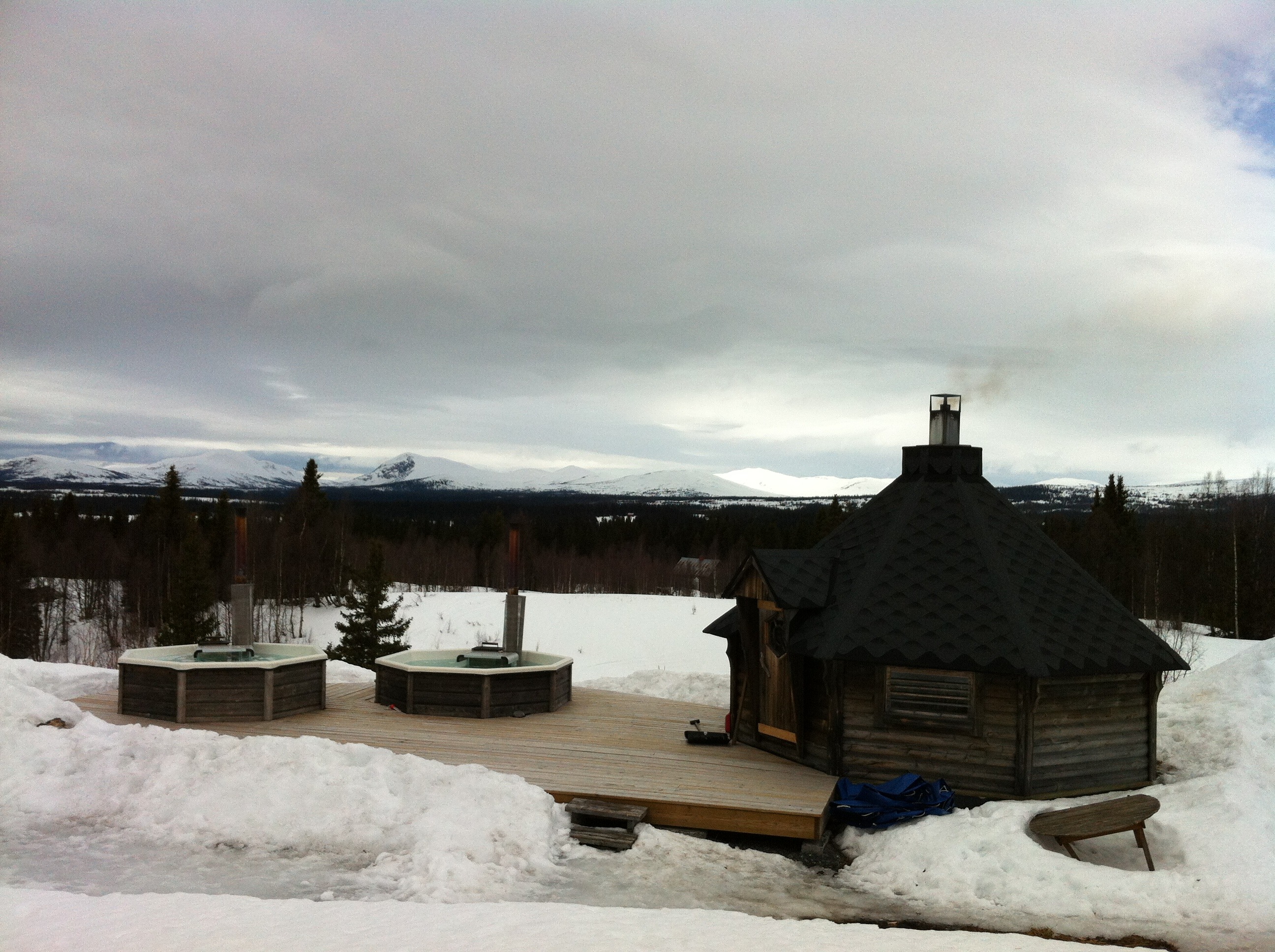
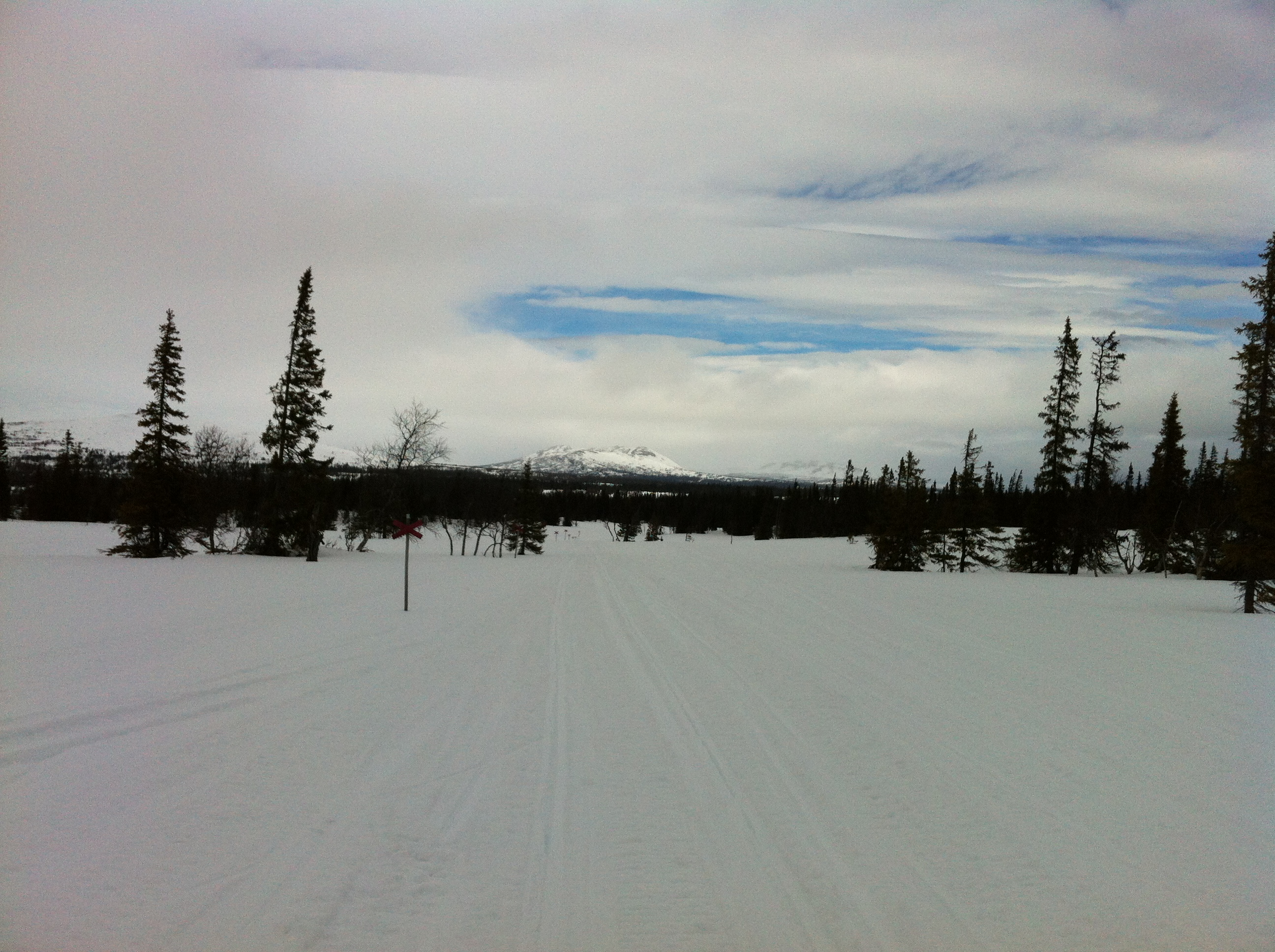